# Monte Paschi Strade Bianche 2010
La Monte Paschi Strade Bianche 2010, quarta edizione della corsa, si è corsa il 6 marzo 2010, per un percorso totale di 190 km. La corsa fu vinta dal kazako Maksim Iglinskij che terminò la gara in 4h59'48" alla media oraria di km 38,100.

## Percorso
La gara parte da Gaiole in Chianti ed arriva a Siena nella celebre Piazza del Campo, per una distanza complessiva di 190 km, percorrendo le strade bianche, la componente più caratteristica della corsa, 57,2 km, suddivisi in otto settori:
- Settore 1 Radi: dal km 35 al 48,5 di km 13,5
- Settore 2: dal km 53,9 al 59,4 di km 5,5
- Settore 3 Lucignano d'Asso: dal km 82,3 al 94,2 di km 11,9
- Settore 4 Pieve a Salti: dal km 95,2 al 103,2 di km 8,0
- Settore 5 Monte Sante Marie: dal km 132,4 al 143,9 di km 11,5
- Settore 6 Montechiaro: dal km 163,7 al 167 di km 3,3
- Settore 7 Colle Pinzuto: dal km 170,4 al 172,8 di km 2,4
- Settore 8 Le Tolfe: dal km 176,7 al 177,8 di km 1,1

## Squadre partecipanti
| N.    | Cod. | Squadra            |
| ----- | ---- | ------------------ |
| 1-8   | SKY  | Sky                |
| 11-18 | ASA  | Acqua & Sapone     |
| 21-28 | ALM  | AG2R La Mondiale   |
| 31-38 | AND  | Androni Giocattoli |
| 41-48 | AST  | Astana             |
| 51-58 | BMC  | BMC Racing Team    |
| 61-68 | CTT  | Cervélo TestTeam   |
| 71-78 | GRM  | Garmin-Transitions |

| N.      | Cod. | Squadra             |
| ------- | ---- | ------------------- |
| 81-88   | ISD  | ISD-Neri            |
| 91-98   | LAM  | Lampre-Farnese Vini |
| 101-108 | LIQ  | Liquigas-Doimo      |
| 111-118 | OLO  | Omega Pharma-Lotto  |
| 121-128 | THR  | Team HTC-Columbia   |
| 131-138 | KAT  | Team Katusha        |
| 141-148 | SAX  | Team Saxo Bank      |

## Ordine d'arrivo (Top 10)
| Pos. | Corridore            | Squadra | Tempo    |
| ---- | -------------------- | ------- | -------- |
| 1    | Maksim Iglinskij     | Astana  | 4h59'48" |
| 2    | Thomas Löfkvist      | Sky     | a 1"     |
| 3    | Michael Rogers       | HTC     | s.t.     |
| 4    | Filippo Pozzato      | Katusha | a 18"    |
| 5    | Ryder Hesjedal       | Garmin  | a 19"    |
| 6    | Francesco Ginanni    | Androni | a 24"    |
| 7    | Leonardo Bertagnolli | Androni | a 43"    |
| 8    | Juan Antonio Flecha  | Sky     | s.t.     |
| 9    | Enrico Gasparotto    | Astana  | a 49"    |
| 10   | Daniele Righi        | Lampre  | s.t.     |